# Philipp Weber von Ebenhof

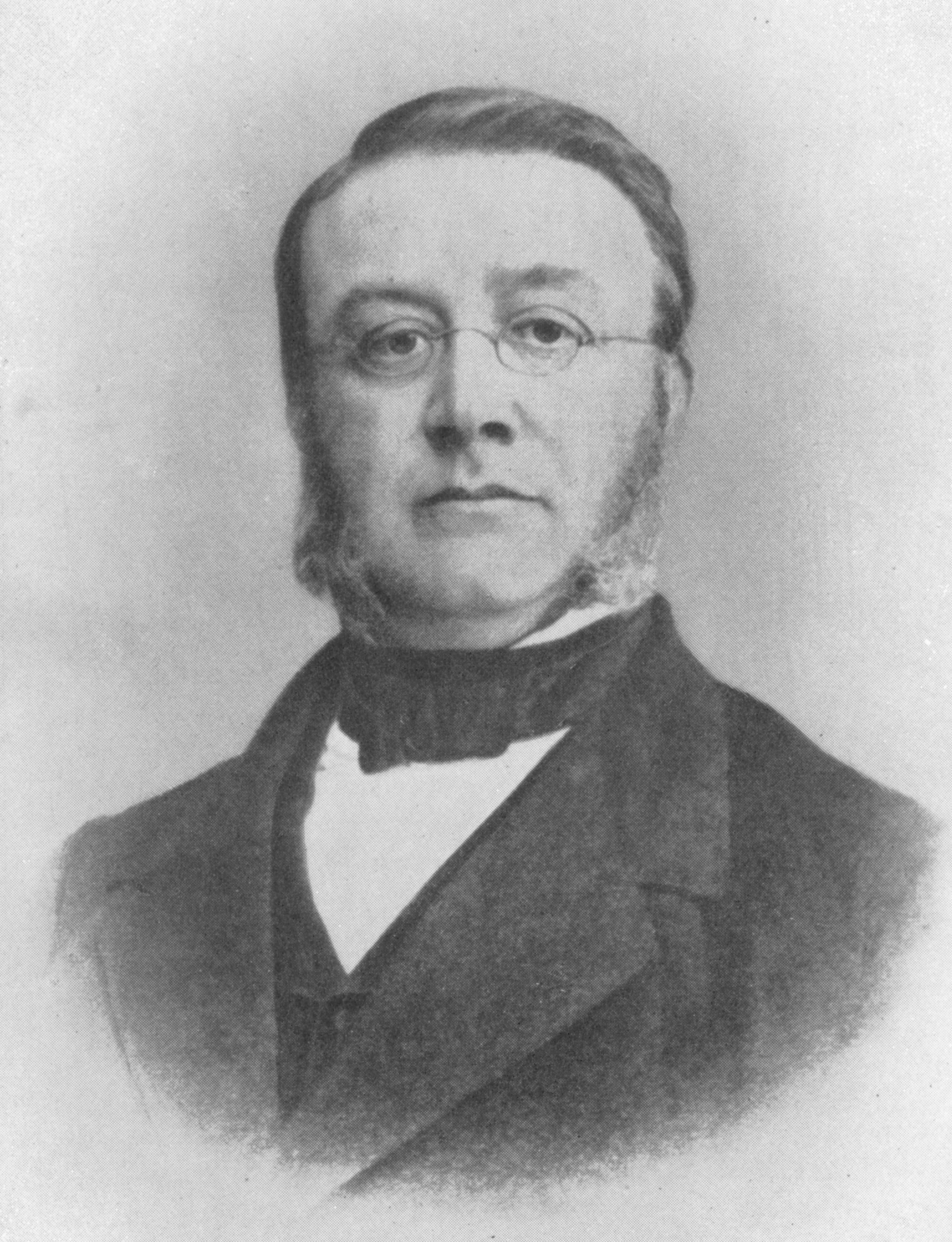
Philipp Weber von Ebenhof

Philipp Weber, ab 1853 Ritter von Ebenhof, ab 1869 Freiherr von Ebenhof (* 30. April 1818 in Cerhenitz bei Kolín, Böhmen; † 21. Juli 1900 in Linz, Oberösterreich), war ein kaiserlich-österreichischer Spitzenbeamter.

## Leben
Philipp Weber besuchte das Kleinseitner Gymnasium in Prag und studierte dann Rechtswissenschaften an der Karls-Universität Prag. Er trat 1838, in der Ära von Staatskanzler Klemens Wenzel Lothar von Metternich, in den Staatsdienst des Kaisertums Österreich und wurde in verschiedenen Positionen in Böhmen beschäftigt.
Am 14. Dezember 1859 wurde der bisherige Statthaltereirat in Böhmen Philipp Weber Ritter von Ebenhof von Franz Joseph I. zum Hofrat und Polizeidirektor in Wien ernannt. Er hatte in Polizeiangelegenheiten keine speziellen Erfahrungen und daher diese Funktion nur kurze Zeit inne; 1860 wurde Josef Strobach, der vorher schon in drei Städten der Monarchie Polizeidirektor gewesen war, zum Wiener Polizeidirektor ernannt. Webers Beamtenfunktionen von 1860 bis 1865 sind nicht erforscht; 1866–1868 war er, in Lehmann 1867 und im Staatshandbuch 1868 vermerkt, als Vice-Präsident der k.k. Statthalterei für das Erzherzogtum Österreich unter der Enns tätig.
Von 1868 an war Weber über zwanzig Jahre lang, jeweils vom Kaiser ernannt, als  Landeschef, Vertreter des Monarchen und der k.k. Regierung in Wien, mit dem Titel k.k. Statthalter tätig: von 1868 bis 1872 im Kronland Österreich unter der Enns (Dienstort: Wien), von 1872 bis 1874 im zweisprachigen Kronland Mähren (Dienstort: Brünn), von 1874 bis 1881 im zweisprachigen Kronland Böhmen (Dienstort: Prag) und von 1881 bis 1889 im Kronland Österreich ob der Enns (Dienstort: Linz). In die Zeit seiner Statthalterschaft fiel die signifikante Aufwärtsentwicklung dieser zentralen Kronländer Cisleithaniens in Bezug auf Industrie und Verkehrsverbindungen.
Weber wurde vom Kaiser 1869 mit dem Orden der Eisernen Krone zweiter Klasse ausgezeichnet. Damit erwarb er das Recht, auf Ansuchen in den erblichen Freiherrenstand erhoben zu werden; er übte dieses Recht aus. 1872 wurde er zum Geheimen Rat ernannt und erhielt 1874 das Großkreuz des Franz-Joseph-Ordens.
Der Arzt Ferdinand Weber von Ebenhof war sein Bruder, der Verwaltungsjurist Wenzel Weber von Ebenhof sein Onkel.